# Сен-Поль-о-Буа
Сен-Поль-о-Буа́ (фр. Saint-Paul-aux-Bois) — коммуна во Франции, находится в регионе Пикардия. Департамент коммуны — Эна. Входит в состав кантона Вик-сюр-Эн. Округ коммуны — Лан.
Код INSEE коммуны — 02686.

## Население
Население коммуны на 2010 год составляло 395 человек.
| 1962 | 1968 | 1975 | 1982 | 1990 | 1999 | 2010 |
| ---- | ---- | ---- | ---- | ---- | ---- | ---- |
| 369  | 347  | 323  | 323  | 385  | 364  | 395  |

## Экономика
В 2010 году среди 270 человек трудоспособного возраста (15—64 лет) 178 были экономически активными, 92 — неактивными (показатель активности — 65,9 %, в 1999 году было 75,0 %). Из 178 активных жителей работали 166 человек (86 мужчин и 80 женщин), безработных было 12 (5 мужчин и 7 женщин). Среди 92 неактивных 22 человека были учениками или студентами, 28 — пенсионерами, 42 были неактивными по другим причинам.